# Wanda (inslagkrater)
Wanda is een inslagkrater op de planeet Venus. Wanda werd in 1985 genoemd naar Wanda, een van oorsprong Poolse meisjesnaam.
De krater heeft een diameter van 21,7 kilometer en bevindt zich in de Akna Montes in het quadrangle Lakshmi Planum (V-7) ten westen van Gegute Tessera. De krater werd voor het eerst in kaart gebracht door de Sovjet Venera 15/16-missie in 1984. Hij werd gevormd door de inslag van een asteroïde in het gebergte. De krater heeft een ruige centrale top en een gladde, radardonkere bodem, waarschijnlijk bestaand uit vulkanisch materiaal. De krater lijkt niet veel te zijn vervormd door latere bewegingen van de aardkorst die de bergen optilden en de vlaktes verfrommelden. Materiaal van de aangrenzende bergkam in het westen lijkt echter in de krater te zijn ingestort. Kleine kuilen ten noorden van de krater  kunnen vulkanische instortingskuilen zijn van een paar kilometer breed.